# مایک مولان
مایک مولان (به انگلیسی: Mike Mullane) فضانورد اهل کشور ایالات متحده آمریکا است که در ۱۰ سپتامبر ۱۹۴۵ میلادی در ویچیتا فالز، تگزاس زاده شد. وی در مأموریت اس‌تی‌اس-۴۱-دی، اس‌تی‌اس-۲۷، اس‌تی‌اس-۳۶ حضور داشته است.